# Žežice (Příbram)
Žežice jsou vesnice, část města Příbram v okrese Příbram ve Středočeském kraji. Nacházejí se asi tři kilometry jižně od Příbrami. Je zde evidováno 172 adres. V roce 2011 zde trvale žilo 478 obyvatel.
Žežice jsou také název katastrálního území o rozloze 2,15 km². Území evidenční části Žežice se od katastrálního území Žežice liší o malý cíp území v severní části. Trojúlehelníkový klín katastrálního území Příbram s domy čp. 125, 124, 171, 173, 194, 201, 200, 209 a 231 vybíhá do katastrálního území Žežice, avšak evidenčně patří toto území a tato popisná čísla k Žežicím, k nimž se tato zástavba přimyká i funkčně.

## Historie

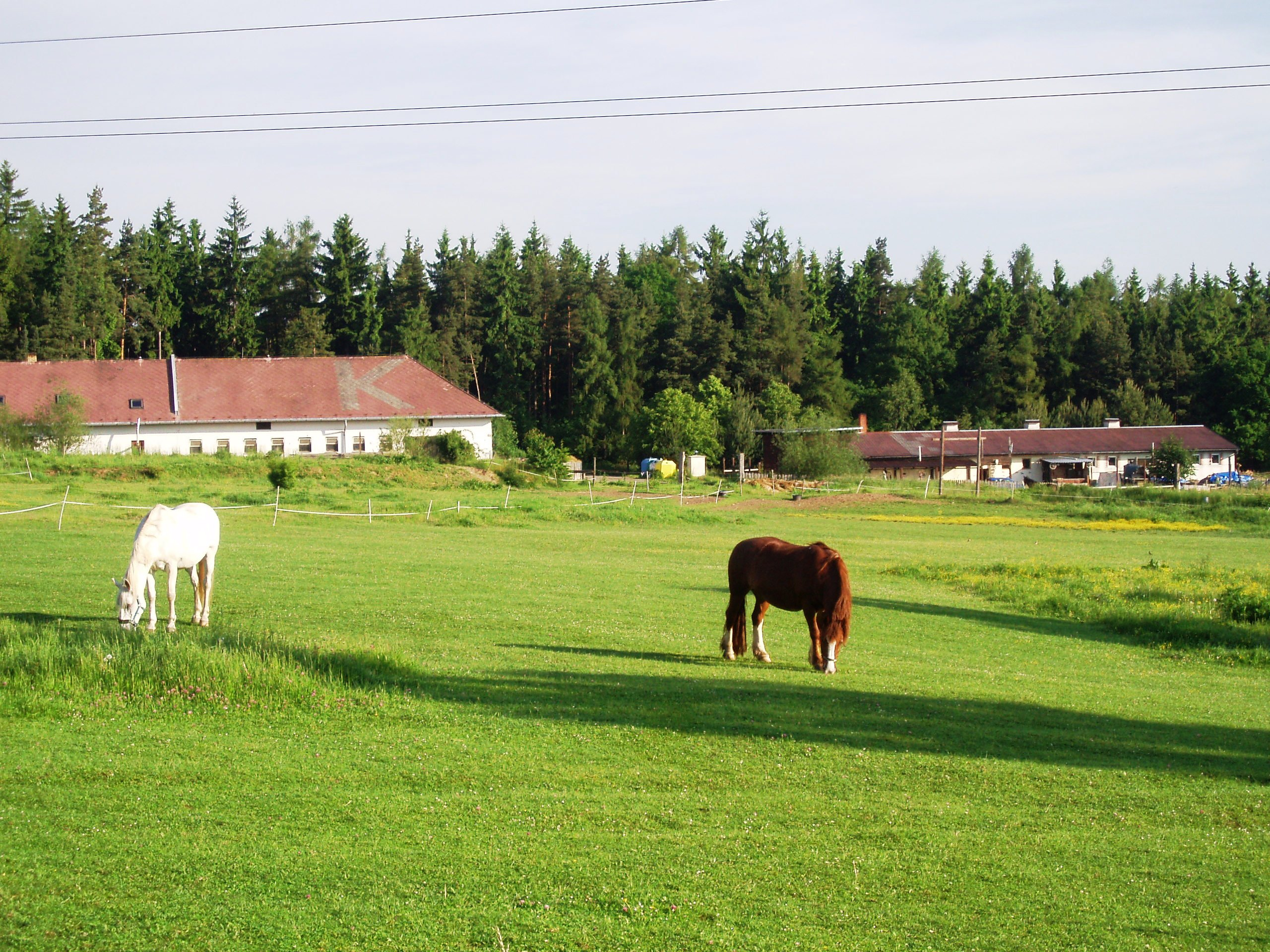
Farma v Žežicích

První písemná zmínka o vesnici pochází z roku 1251.
V obci byly v roce 1932 evidovány tyto živnosti a obchody: obchod s dobytkem, 3 hostince, krejčí, obchod se smíšeným zbožím, trafika, truhlář.

## Obyvatelstvo
| Rok            | 1869 | 1880 | 1890 | 1900 | 1910 | 1921 | 1930 | 1950 | 1961 | 1970 | 1980 | 1991 | 2001 | 2011 | 2021 |
| -------------- | ---- | ---- | ---- | ---- | ---- | ---- | ---- | ---- | ---- | ---- | ---- | ---- | ---- | ---- | ---- |
| Počet obyvatel | 362  | 415  | 470  | 541  | 455  | 389  | 341  | 249  | 249  | 231  | 183  | 232  | 280  | 478  | 563  |
| Počet domů     | 47   | 47   | 49   | 62   | 63   | 63   | 63   | 68   | 67   | 65   | 62   | 93   | 102  | 154  | 199  |

## Obecní správa
Při sčítání lidu v letech 1850–1975 Žežice byly samostatnou obcí v okrese Příbram. Od 1. ledna 1976 je částí města Příbram ve stejnojmenném okrese. V letech 1850–1879 k obci patřil Brod.